# Февре де Сен-Мемен, Шарль Бальтазар Жюльен
Шарль Бальтазар Жюльен Февре де Сен-Мемен (фр. Charles Balthazar Julien Févret de Saint-Memin; 1770—1852) — американский художник-портретист французского происхождения, а также гравёр. Создал прижизненные портреты президентов Джорджа Вашингтона, Томаса Джефферсона и других великих людей США.

## Биография

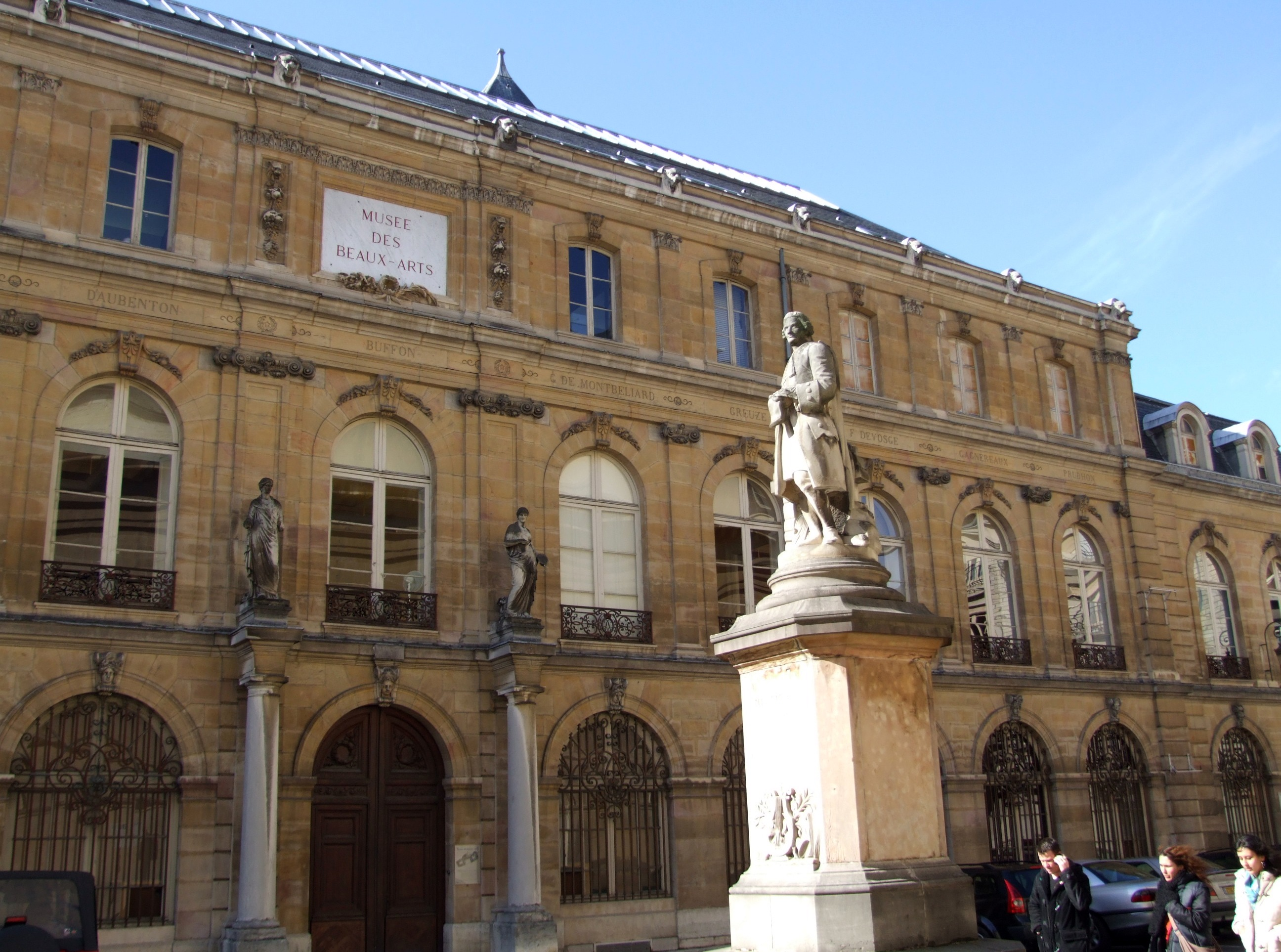
Здание Музея изящных искусств Дижона

Родился 12 марта 1770 года в Дижоне, Франция, в семье Benigne Charles Fevret и Victoire Marie de Motmans.
Первоначальное образование получил в военной школе École Militaire (Париж, Франция), которую окончил в 1785 году. В 1788 году Сен-Мемен служил во французской гвардии. Во время Великой французской революции через Швейцарию бежал в США, осев в 1793 году в Нью-Йорке. Затем вместе с креолкой-матерью они ездили в Санто-Доминго, чтобы вернуть свои земли. Столкнувшись с трудностями, они занимались выращиванием овощей. Из-за нужды Шарль начал писать портреты.
Вернувшись в Соединённые Штаты, жил здесь с 1793 по 1814 год. За это время создал многочисленные портреты, часто используя для их написания стиль (технику) physionotrace, изобретённый в 1786 году французским музыкантом Жилем-Луи Кретьеном (фр. Gilles-Louis Chrétien).
Интересно, что портрет Джорджа Вашингтона его работы был изображён на почтовой марке США, посвященной 200-летию этого президента.
Вернувшись во Францию, Сен-Мемен работал директором Музея изящных искусств Дижона (фр. Musée des beaux-arts de Dijon) с 1817 года до конца своей жизни.
Умер 23 июня 1852 года в Дижоне.

## Портреты

Некоторые работы
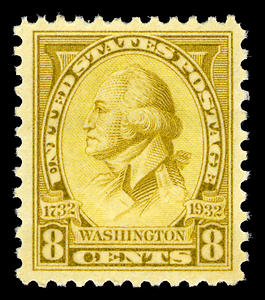
Джордж Вашингтон на почтовой марке 1932 года
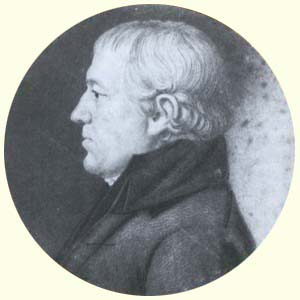
Ричард Бассетт
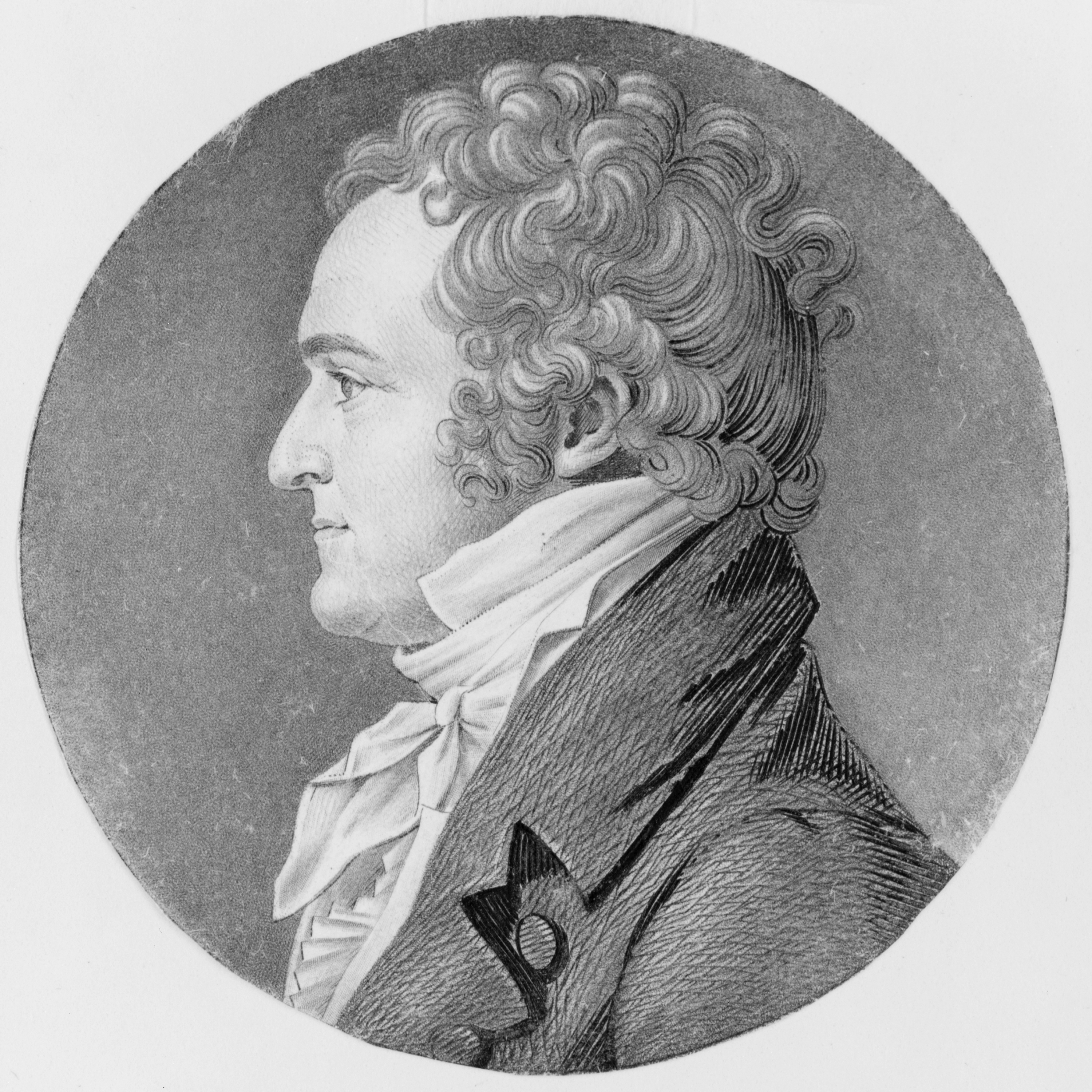
Уильям Вирт
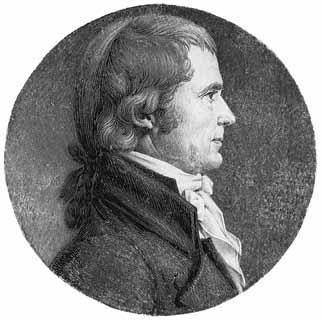
Джон Маршалл
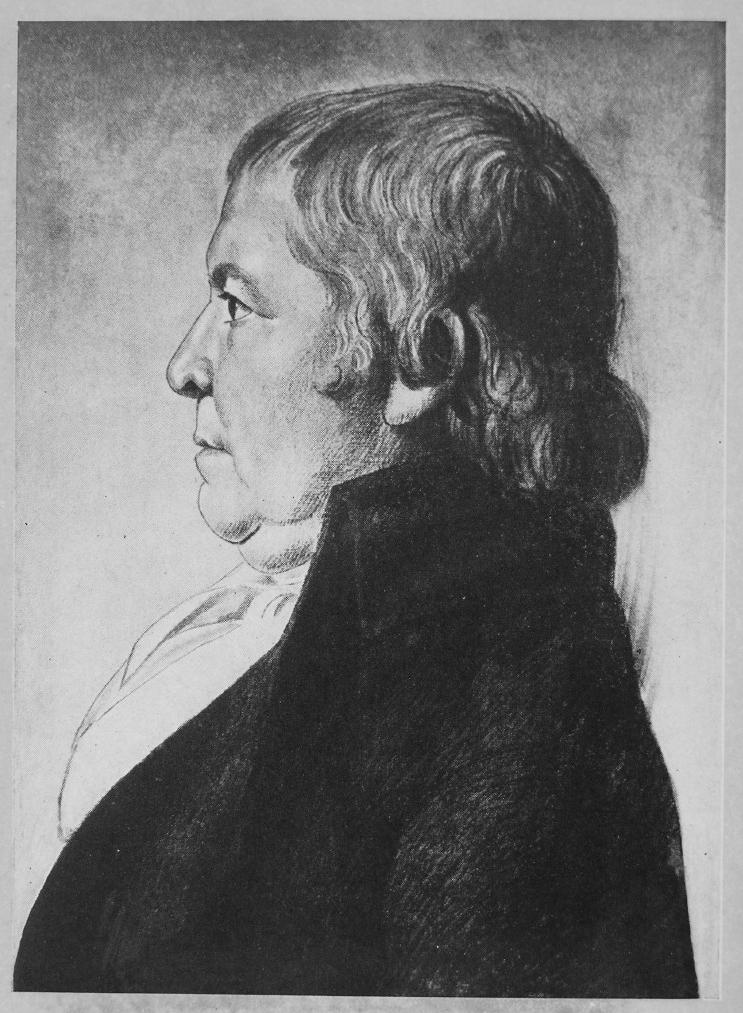
Пол Ревир